# J. Alan Thomas
Jeffrey Alan Thomas (8 mei 1950 – 15 april 2007) was een Amerikaans acteur. 

## Loopbaan
Thomas speelde Jeff Bennett in 114 afleveringen van de komedieserie Taxi. Hij had zelden tekst en verscheen vaak op de achtergrond. Voor de film Man on the Moon (over het leven van de jong gestorven komediant Andy Kaufman) herhaalde hij zijn rolletje als Jeff. 
Buiten Taxi was Thomas onder meer te zien in Throw Momma from the Train (met voormalig collega Danny DeVito) en in een aflevering van Cheers.

## Filmografie
- Taxi Televisieserie - Jeff Bennett (114 afl., 1978-1983)
- Domestic Life Televisieserie - Jeff, de afdelingsmanager (Afl. onbekend, 1984)
- Cheers Televisieserie - Jeff (Afl., Fairy Tales Can Come True, 1984)
- The Ratings Game (Televisiefilm, 1984) - Politieagent #2
- Throw Momma from the Train (1987) - Millington
- Broadcast News (1987) - Taxichauffeur vliegveld